# 石家庄地铁
石家庄地铁，又称石家庄轨道交通，是中国河北省石家庄市的城市轨道交通系统。其首期工程于2017年6月26日开通运营，截止2021年4月6日共有1号线、2号线、3号线三条线路，共计63个车站运营，运营里程76.5公里。日均客流量24万人次。
目前，石家庄地铁1号线二期北端两站、三期工程及4、5、6号线正在建设当中，近期规划长140km，远景线网由11条线路组成，分别为7条城市普线和4条市域快线。

## 歷史

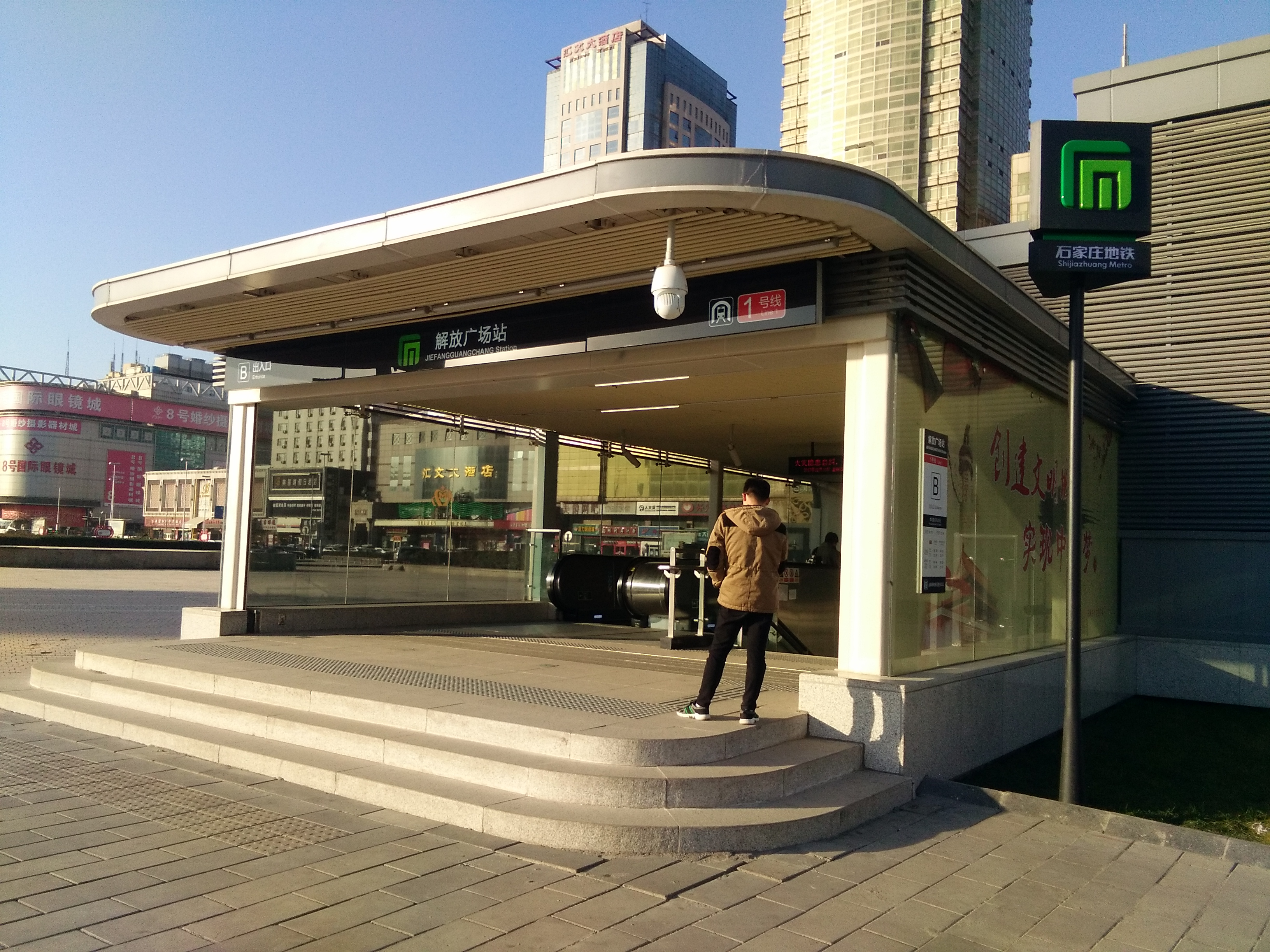
石家庄地铁解放广场站

- 2012年7月12日，国家发改委批复石市轨道交通建设规划（2012-2020年），石家庄市成为全国第33个获批建设地铁的城市。[7]
- 2012年9月28日，石家庄地铁工程开工仪式在地铁3号线市二中站（原小灰楼站）举行。
- 2013年4月，1号线一期可行性研究报告获得国家发改委批复。
- 2013年6月，3号线一期可行性研究报告获得国家发改委批复。
- 2014年8月27日，石家庄市轨道交通有限责任公司地铁运营分公司正式挂牌成立。
- 2015年3月30日，石家庄市城市轨道交通线网运营指挥中心（OCC）项目可研报告获得市发改委批复。
- 2015年7月1日，2号线一期工程的可行性研究报告获得省发改委批复。
- 2015年12月31日，1号线二期工程（正定新区段）、3号线二期工程（高新区段）《建设规划调整》获得国家发改委批复，国家批复的石家庄市的轨道交通里程达到80.4公里。

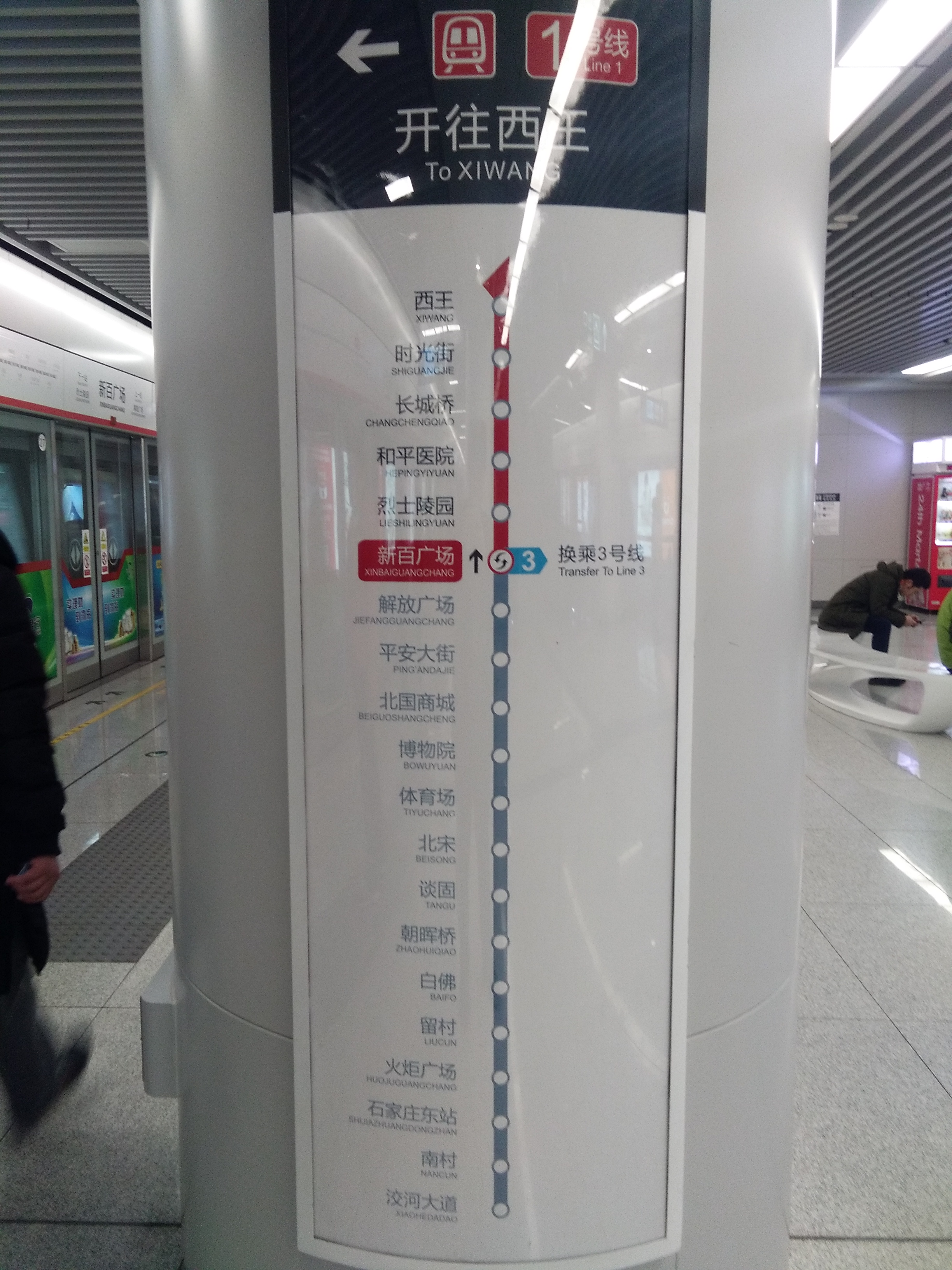
地铁一号线路线图（一期）

- 2016年10月19日，石家庄地铁首开工程开始全面联调联试。
- 2017年2月20日，地铁首开工程空载试运行。
- 2017年6月5日，地铁首开工程通过专家评审。
- 2017年6月14日，石家庄地铁邀请15万市民进行试乘体验。[8]
- 2017年6月26日，石家庄地铁1号线与3号线一期开通试运营。[9]
- 2019年6月26日，石家庄地铁1号线二期开通试运营。[10]
- 2020年1月20日，3号线一期北段开通试运营[11]。
- 2020年8月26日、2号线一期工程开通试运营[12]。
- 2021年1月9日，因石家庄市再度发生本土疫情，石家庄地铁各线路自1月9日9:40起停止运营[13]。
- 2021年2月19日，石家庄地铁全面恢复运营[14]。
- 2021年4月6日，3号线一期东段及二期工程开通运营[15]。
- 2021年12月19日，1号线二期北段（东上泽站和东洋站）开工建设，全长3.1公里，预计工期3年。[4]
- 2022年8月，石家庄市轨道交通二期建设规划获得国家发改委批复，总建设规模为58.85公里，主要包括4、5、6号线一期以及1号线三期工程。线路全部为地下线，主要覆盖桥西、裕华、新华、长安、鹿泉、栾城等区[5]。
- 2022年12月30日，4、5号线一期工程开工建设。两线全长约42.3公里[5]。预计于2027年实现开通运营。
- 2023年4月28日，6号线一期、1号线三期工程开工建设。两线段全长约16.52公里[6]。
- 2023年12月16日至2024年1月1日期间，为倡导绿色出行，石家庄地铁全线网免费开放乘车。[16]
- 2024年12月16日至31日期间，石家庄地铁再次免费开放。[17]

## 运营线路
石家庄地铁目前有1号线、2号线、3号线三条运营线路。

石家庄地铁线路示意图

| 線路名稱 | 線路名稱 | 首段通车日期  | 最近延长日期  | 起点站 / 终点站 | 起点站 / 终点站 | 長度（千米） | 车站数 | 车辆段/停车场           | 列车编组 |
| -------- | -------- | ------------- | ------------- | --------------- | --------------- | ------------ | ------ | ----------------------- | -------- |
|          | 1号线    | 2017年6月26日 | 2019年6月26日 | 西王            | 福泽            | 34.3         | 26     | 西兆通车辆段 张营停车场 | 6A       |
|          | 2号线    | 2020年8月26日 | 不適用        | 嘉华路          | 柳辛庄          | 15.5         | 15     | 嘉华车辆段              | 6A       |
|          | 3号线    | 2017年6月26日 | 2021年4月6日  | 西三庄          | 乐乡            | 26.7         | 22     | 北乐乡车辆段 站后停车场 | 6A       |

### 1号线
1号线属于连接主城与正定新区东西向干线线路，于2017年6月26日开通试运营，并于2019年6月26日延长，线路全长34.3公里，共设26个站。

### 2号线
2号线属于连接正定新区的南北干线线路，于2020年8月26日开通试运营，线路全长15.5公里，共设15个站。

### 3号线
3号线于2017年6月26日开通试运营，并于2020年1月20日、2021年4月6日延长，线路全长26.7公里，共设22个站。

## 票务政策
石家庄地铁实行里程分段计价的票制方式，按照“分级递进，递远递减”的原则收费。起步价6公里内2元， 6—20公里每增加7公里加1元，20—36公里每增加8公里加1元，36—54公里每增加9公里加1元，54公里以上每增加10公里加1元，现时全线网最高票价为7元。

### 优惠政策
- 残疾军人持《中华人民共和国残疾军人证》，其他残疾人凭有效证件免费乘车。持有效证件的失明人士乘车需陪同的，一名陪同人士可免费乘车。
- 70岁以上老年人在工作日非高峰期和节假日全天，凭公共交通老年卡免费乘车（工作日高峰时段指7:00—9:00，17:00—19:00）。
- 石家庄市全日制中小学校学生、中等职业学校、技工学校学生，按照有关规定办理学生卡，享受5折优惠。[20]
- 每位成人乘客可免费携带一名身高1.3米以下的儿童乘车，超过一名按超过人数购买车票。
- 解放军驻石家庄部队义务兵和军队院校生长学员凭有效证件免费乘车。
- 持石家庄公共交通总公司发行的公交一卡通及石家庄一卡通公司发行的京津冀互通卡的乘客可享受9折优惠。

## 未来发展

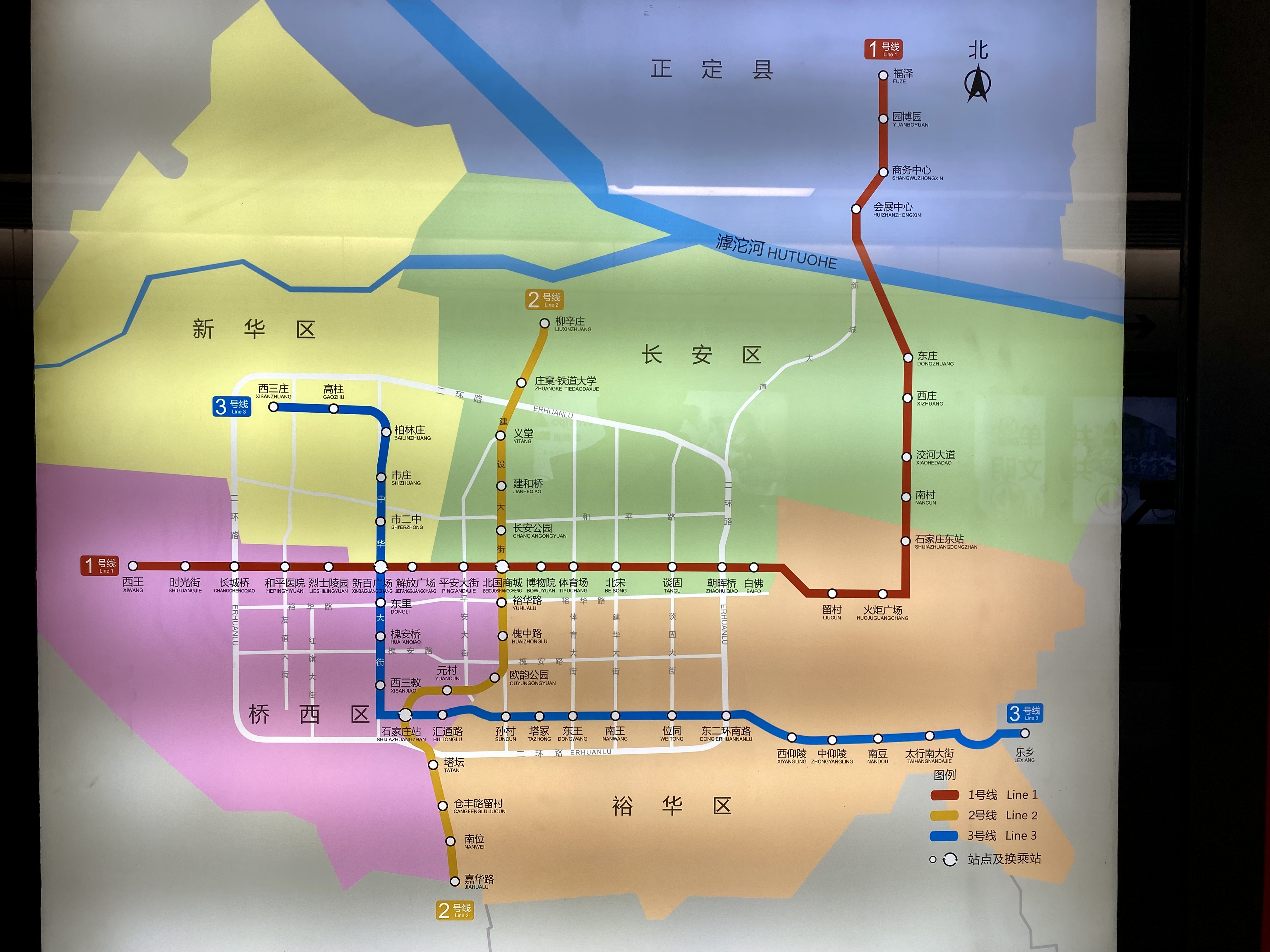
地铁站内部的路线图（2022年3月）

### 在建线路
| 线路名称      | 区间                | 站数 | 里程 km | 预计开通时间 | 参考资料 |
| ------------- | ------------------- | ---- | ------- | ------------ | -------- |
| 1号线二期北段 | 福泽 - 东洋         | 2    | 3.1     | 2025年       | [ 4 ]    |
| 1号线三期     | 西王 - 槐安路       | 2    | 3.74    | 2027年       | [ 21 ]   |
| 4号线一期     | 玉村南路 - 东垣东路 | 20   | 22.43   | 2027年       | [ 4 ]    |
| 5号线一期     | 宫北路 - 谈固北大街 | 19   | 19.9    | 2027年       | [ 4 ]    |
| 6号线一期     | 东二十里铺 - 东佐路 | 11   | 15.76   | 2027年       |          |

### 规划线路
| 线路名称  | 区间                    | 站数 | 里程 km | 参考资料             |
| --------- | ----------------------- | ---- | ------- | -------------------- |
| 4号线北延 | 东垣东路 - 学府路       | 4    | 5.96    | [ 22 ]               |
| 7号线一期 | 新石南路 - 黄庄         | 未知 | 未知    | [ 23 ] [ 21 ]        |
| S1线一期  | 西王 - 石井乡政府       | 未知 | 未知    | [ 23 ] [ 21 ]        |
| S2线一期  | 东洋 - 正定机场T2航站楼 | 4    | 16.2    | [ 23 ] [ 21 ] [ 22 ] |
| S3线一期  | 乐乡 - 塔头             | 未知 | 未知    | [ 23 ] [ 21 ]        |
| S4线一期  | 嘉华路 - 栾城城际站     | 未知 | 未知    | [ 23 ] [ 21 ]        |

#### 4号线
4号线属于东北—西南向的L型辅助线，和建设中的5号线在中心区的外围形成环线。北起北三环，沿规划路、建华大街、建华西路南行。再转向西，沿建华西路，穿过铁路后，再转至汇丰路，向西延伸至西环外的车场。路线全长24.4km，设有21个车站。2024年6月7日，轨道交通建设办公室发布《石家庄市城市轨道交通第二期建设规划（2022-2027年）调整社会稳定风险分析公告》及《调整环境影响评价第一次公示》，公示包含4号线北延工程，从东垣东路站向北延伸至学府路站。

#### 5号线
5号线也属于L型辅助线，并与4号线相扣成环。5号线东北端起于东三环与石津总干渠交叉处的之五女片区，向西串联吴家营、东杜庄、西兆通片区，再穿越京港澳高速后折入光华路，市庄路，友谊大街转向南，穿过民心河北岸，沿滨河街，红旗大街延伸至西南三环。其中一期线路全长约19.7km，共设站18座。

#### 6号线
6号线属于内部填充线，西起西三环，沿槐安西路，槐中路东行，过新元高速公路，接新市区的闽江道，昆仑大街转向南，平行换乘1号线，再向南至南三环。预留远景向西延伸至西山、栾城区的条件。其中一期工程全长约15.76km，共设站11座。

#### 7号线
7号线此前并未公布，石家庄市国民经济和社会发展第十四个五年规划和二〇三五年远景目标纲要首次提道7号线，此线路连接桥西区、新华区、正定县和正定新区，南起新石南路站，经中华大街、解放大街，过石家庄中央商务区，沿铁路入地工程向北，过北三环后向东，最后到达正定县的黄庄站。

#### S2线一期
根据2024年6月7日公布的第二期建设规划公告公示，S2线一期又称机场线，南起在建1号线北延段的东洋站，终点在正定机场T2航站楼站。